# Apple Remote

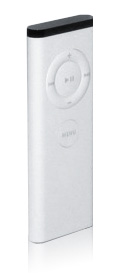
Apple Remote

Apple Remote är en fjärrkontroll från Apple Inc. Med en Apple Remote kan man styra vissa Macintosh-datorer och Apple TV-enheter. Apple Remote kan styra Imac, Macbook Pro, Macbook, Mac Mini och äldre Macbook Air-datorer.
Den uppgraderades i oktober 2009 och istället för plast är den nya versionen tillverkad i aluminium.